# Jeff Paris
Jeff Paris (...) è un cantante, musicista e compositore statunitense.
Ha collaborato in qualità di musicista e compositore per artisti come Cinderella, Vixen, Y&T, Night Ranger, XYZ, Alias e Mr. Big.

## Discografia
- 1986 - Race to Paradise
- 1987 - Wired Up
- 1993 - Lucky This Time
- 1997 - Smack
- 1998 - Freak Flag
- 2011 - Broken Chain